# Gouvernement Ouyahia III
République algérienne
Benflis III Ouyahia IV
Le gouvernement d'Ahmed Ouyahia III était le gouvernement algérien en fonction du 9 mai 2003, au  19 avril 2004.

## Composition
| Portefeuille | Ministre |
| --- | --- |
| Chef du gouvernement                                                                                               | Ahmed Ouyahia |
| Ministre d'État, Ministre de l'Intérieur et des Collectivités locales                                              | Noureddine Yazid Zerhouni |
| Ministre d'État, Ministre des Affaires étrangères                                                                  | Abdelaziz Belkhadem |
| President de la République, Ministre de la Défense nationale                                                       | Abdelaziz Bouteflika |
| Ministre de la Justice, Garde des Sceaux                                                                           | Mohamed Charfi - - remplacé par Tayeb Belaïz le 6 septembre 2003                                                                  |
| Ministre des Finances                                                                                              | Abdelatif Benachenhou |
| Ministre du Commerce                                                                                               | Noureddine Boukrouh |
| Ministre de l'Énergie et des Mines                                                                                 | Chakib Khelil |
| Ministre des Affaires religieuses et des Wakfs                                                                     | Bouabdellah Ghlamallah |
| Ministre des Moudjahidine                                                                                          | Mohamed Cherif Abbas |
| Ministre de l'Aménagement du territoire et de l'Environnement                                                      | Cherif Rahmani |
| Ministre des Transports                                                                                            | Abdelmalek Sellal - - il est mis fin à ses fonctions le 25 février 2004, l'intérim est assuré par le ministre des travaux publics |
| Ministre de l'Éducation nationale                                                                                  | Aboubakr Benbouzid |
| Ministre de l'Agriculture et du Développement rural                                                                | Saïd Barkat |
| Ministre du Tourisme                                                                                               | Lakhdar Dorbani - - remplacé par Noureddine Benouar le 4 octobre 2003                                                             |
| Ministre des Travaux publics                                                                                       | Amar Ghoul |
| Ministre de la Santé, de la Population et de la Réforme hospitalière                                               | Abdelhamid Aberkane - - remplacé par Mourad Redjimi le 4 octobre 2003                                                             |
| Ministre de la Communication et de la Culture                                                                      | Khalida Toumi |
| Ministre des Ressources en eau                                                                                     | Abdelmadjid Attar - - remplacé par Mohamed Douihasni le 6 septembre 2003                                                          |
| Ministre de la Petite et Moyenne entreprise et de l'Artisanat                                                      | Mustapha Benbada |
| Ministre de l'Enseignement supérieur et de la Recherche scientifique                                               | Rachid Harroubia |
| Ministre de la Poste et des Technologies de l'Information et de la Communication                                   | Zine-Eddine Youbi - - remplacé par Amar Tou le 6 septembre 2003                                                                   |
| Ministre de la Formation et de l'Enseignement professionnel                                                        | Abdelhamid Abad - - remplacé par El Hadi Khaldi le 4 octobre 2003                                                                 |
| Ministre de l'Habitat et de l'Urbanisme                                                                            | Mohamed Nadir Hamimid |
| Ministre de l'Industrie                                                                                            | El Hachemi Djaâboub |
| Ministre du Travail, de la Sécurité sociale                                                                        | Tayeb Louh |
| Ministre de l'Emploi et de la Solidarité nationale                                                                 | Tayeb Belaiz - - remplacé par Djamel Ould Abbes le 6 septembre 2003                                                               |
| Ministre chargé des Relations avec le Parlement                                                                    | Noureddine Taleb - - remplacé par Mahmoud Khoudri le 4 octobre 2003                                                               |
| Ministre de la Pêche et des Ressources halieutiques                                                                | Smaïl Mimoune |
| Ministre de la Jeunesse et des Sports                                                                              | Mohamed Allalou - - remplacé par Boudjemaa Haichour le 6 septembre 2003                                                           |
| Ministres délégués                                                                                                 | |
| Ministre délégué auprès du Ministre de l'Intérieur, chargé des Collectivités locales                               | Dahou Ould Kablia |
| Ministre délégué auprès du Ministre des Affaires étrangères, chargé des Affaires maghrébines et africaines         | Abdelkader Messahel |
| Ministre déléguée auprès du Chef du gouvernement, chargée de la Famille et de la Condition féminine                | Boutheina Cheriet - - remplacée par Nouara Saadia Djaafar le 4 octobre 2003                                                       |
| Ministre déléguée auprès du Chef du gouvernement, chargée de la Communauté nationale à l'étranger                  | Fatma Zohra Bouchemla - - remplacé par Sakina Messadi le 6 septembre 2003                                                         |
| Ministre délégué auprès du Chef du gouvernement, chargé de la Participation et de la Promotion de l'Investissement | Karim Djoudi |
| Ministre délégué auprès du Ministre de la Justice, chargé de la Réforme pénitentiaire                              | Abdelkader Sallat - - il est mis fin à ses fonctions le 6 septembre 2003                                                          |
| Ministre délégué auprès du Ministre de l'Agriculture, chargé du Développement rural                                | Rachid Benaïssa |
| Ministre déléguée auprès du Ministre de l'Enseignement supérieur, chargée de la Recherche scientifique             | Leila Hammou Boutlelis - - remplacée par Souad Bendjaballah le 4 octobre 2003                                                     |
| Ministre déléguée auprès du Ministre des Finances, chargée de la Réforme financière                                | Fatiha Mentouri |
| Ministre délégué auprès du Ministre de l'Aménagement du territoire, chargé de la Ville                             | Badreddine Benziouche - - remplacé par Abderrachid Boukerzaza le 4 octobre 2003                                                   |